# Shounen Ai no Bigaku
Shounen ai no bigaku (яп. 少年 愛 の 美学, сьонен ай але бігаку) — серія манґи, в жанрі сьотакон, що видавалася в Японії з червня 2003-го до листопада 2008-го.
У кожному томі (200—300 сторінок) зібрані короткі історії (10-15 сторінок), деякі манґаки використовуючи одних і тих же героїв збирають з котороткіх історій цілий сюжет. У цьому журналі не публікують гетеросексуальний сетакон (англ. straight shota). Всього вийшло 19 томів.

## Художники
У збірці повторно публікується ряд художників у стилі манга.
- Акіо Такамі (秋緒たかみ)
- Чуї 12 Саї (ちゆ１２歳)
- Дохі Кенсуке (土肥けんすけ)
- Ебі Чіріко (海老知里子)
- Хошіаші Хіро (星逢ひろ)
- Інаба Козі (稲葉ＣＯＺＹ)
- Інумару (犬丸)
- Кавада Шого (かわだ章吾)
- Мітсуї Джин (三井純)
- Po-Ju (ぽ～じゅ)
- Сакамото Хаято (坂本ハヤト)
- Sasorigatame (さそりがため)
- Тсудукі Маої (ツヅキ真宵)
- Йамано Кітсуне (矢間野狐)
- Йокояма Чіча (よこやまちちゃ)

## Список томів
| №   | Назва                      | Кандзі                               | Дата випуску   | ISBN                |
| --- | -------------------------- | ------------------------------------ | -------------- | ------------------- |
| 1   | Хлопчик в жіночому вбранні | 女装 少年                            | 15 червня 2003 | ISBN 4-7901-1069-9  |
| 2   | Бешкетний хлопчисько       | やんちゃ 少年 (янтя се: Нен)         | 15 серпня 2003 | ISBN 4-7901-1099-0  |
| 3   | Плакса                     | 泣き虫 少年 (накімусі се: Нен)       | 15 жовтня 2003 | ISBN 4-7901-1131-8  |
| 4   | Зіпсований хлопчик         | 甘えん ぼ 少年                       | 15 грудня 2003 | ISBN 4-7901-1164-4  |
| 5   | Досвідчені                 | 精通                                 | 15 лютого 2004 | ISBN 4-7901-1199-7  |
| 6   | Костюм хлопчика            | 制服 少年                            | 15 квітня 2004 | ISBN 4-7901-1240-3  |
| 7   | Хлопчик Prank              | 悪戯 っ子                            | 15 червня 2004 | ISBN 4-7901-1277-2  |
| 8   | Наш річний відпустку       | ぼくら の 夏休み                     | 15 серпня 2004 | ISBN 4-7901-1307-8  |
| 9   | Наш спортивний фестиваль   | ぼくら の 運動会                     | 25 жовтня 2004 | ISBN 4-7901-1334-2  |
| 10  | Ранкова ерекція            | 朝立ち(асагаті)                      | 25 грудня 2004 | ISBN 4-7901-1378-7  |
| 11  | Очкарик                    | メがネ                               | 25 лютого 2005 | ISBN 4-7901-1415-5  |
| 12  | Молодший брат              | 弟                                   | 25 квітня 2005 | ISBN 4-7901-1455-4  |
| 13  | Wetting хлопчик            | おもらし 少年                        | 25 червня 2005 | ISBN 4-7901-1494-5  |
| 14  | Артист                     | くらべっこ                           | 15 серпня 2005 | ISBN 4-7901-1537-2  |
| 15  | Хлопчик в жіночому вбранні | 女装 少年~下 着 编~ (Дзеса: се: Нен) | 25 жовтня 2005 | ISBN 4-7901 -1577-1 |
| 16  | Наша екскурсія             | ぼくら の 遠足                       | 25 грудня 2005 | ISBN 4-7901-1613-1  |
| 17  | Неслухняний хлопчик        | わんぱく 少年                        | 25 лютого 2006 | ISBN 4-7901-1652-2  |
| EX  | Хлопчик в жіночому вбранні | 女装 少年                            | 27 травня 2008 |                     |
| EX2 | \| 包茎                    | 27 листопада 2008                    |                |                     |

## Найбільш часто автори, що публікуються
- Акіо Такамі (яп. 秋緒 たかみ, Akio Takami)
- Карума Тацуро (Karuma Tatsuro)
- Цудзукі Маей (яп. ツヅキ 真 宵, Tsuduki Mayoi)
- Хіірагі Масакі (Hiiragi Masaki)
- Сакамото Хаято (яп. 坂本 ハヤト, Sakamoto Hayato)
- Хосіай Хіро (яп. 星逢 ひろ, Hoshiai Hiro)
- Po-Ju (яп. ぽ ~ じゅ)
- Дзюн Міцуї

## Подібні аніме
- Koushoku Shounen no Susume
- Shounen Shikou